# Вітольд Бальцеровський
Вітольд Бальцеровський (пол. Witold Balcerowski, 10 серпня 1935, Пінськ — 9 листопада 2001) – польський шахіст.

## Шахова біографія
У 15 років Вітольд став учнем Казімєжа Макарчика. 1952 здобув титул чемпіона Польщі серед юніорів, однак наступні декілька років присвятив закінченню школи та вищій освіті. Від початку 60-х упевнено входив до лідерів польських шахів. Багато разів захищав національні кольори на різноманітних турнірах. Триразовий учасник шахових олімпіад (1962, 1964, 1966). У 1960—1972 одинадцять разів боровся у фінальних частинах чемпіонату Польщі та двічі перемагав у змаганнях: у Познані 1962 і в Любліні 1965). З міжнародних турнірних успіхів Вітольда Бальцеровського найважливішими були: четверте місце в Поляниці-Здруй 1963 року (Меморіал Акіби Рубінштейна) та II—V місце в Любліні 1968 року.
У 1954—1977 роках 10 разів ставав медалістом командних чемпіонатів Польщі, у тому числі переможцем 1965 року в Кракові в складі клубу Start Łódź.
За даними системи історичної шахової статистики Chessmetrics, найвищого рейтингу досяг у квітні 1965, 207-й серед найкращих шахістів світу.